# Бахмач-Пасажирський
Ба́хмач-Пасажи́рський — вузлова дільнична станція першого класу Південно-Західної залізниці на перетині декількох ліній: Бахмач-Пасажирський — Ніжин, Бахмач-Пасажирський — Деревини, Бахмач-Пасажирський — Бахмач-Гомельський, Конотоп — Бахмач-Пасажирський. Є основними залізничними воротами міста Бахмача.

## Історія
Велике значення для економічного розвитку Бахмача мало будівництво залізниць.
Станція Бахмач-Пасажирський, раніше Бахмач-Центральний, побудована у 1922 році і була підпорядкована Московсько-Київській магістралі. Цей перший вокзал на станції був барачного типу зі стінами із шлаку. Він простояв до 1941 року і був зруйнований під час бомбардувань міста.
У повоєнні роки відбулося відновлення центрального вокзалу, який став окрасою міста й усієї Південно-Західної залізниці.
Влітку 2001 року було розпочато капітальний ремонт вокзалу на станції Бахмач-Пасажирський — пам'ятки архітектури, а вже 21 листопада 2001 року відбулося відкриття оновленого термінала.
У 2012 році станції Бахмач-Пасажирський виповнилося 90 років.
Станція згадується в есе Костя Москальця «Бахмач-Пасажирський».

## Пасажирське сполучення
Станція Бахмач-Пасажирський з'єднана приміським сполученням з Ніжином, Сновськом, Конотопом, Ворожбою, Ромнами, Ромоданом та Прилуками.
Електропоїзди підвищеного комфорту курсують до станцій Київ-Пасажирський, Фастів I, Конотоп, Шостка, Ворожба.
Пасажирські потяги далекого сполучення курсують до багатьох міст України, зокрема до Києва, Харкова, Львова, Сум, Рахова, Ужгорода, Жмеринки.